# Rickard Falkvinge
Rickard « Rick » Falkvinge né Dick Greger Augustsson le 21 janvier 1972 à Göteborg, est un entrepreneur en technologies de l'information et de la communication et homme politique suédois. Il est connu pour être le fondateur du Parti pirate suédois.

## Biographie
Rickard Falkvinge crée sa première société en 1988, à l'âge de 16 ans. Il est diplômé de l'école indépendante Göteborgs Högre Samskola en 1991 où il étudie les sciences naturelles. Il est alors actif dans l'organisation Moderata Ungdomsförbundet, la branche étudiante du Parti du rassemblement modéré.
En 1993, il suit des cours de génie physique à l'École polytechnique Chalmers, établissement de formation d'ingénieurs, mais il abandonne pour travailler à temps plein en tant qu'entrepreneur. Il travaille comme chef de projet chez Microsoft et également comme directeur du développement dans une compagnie de logiciels plus petite, mais il démissionne pour se consacrer entièrement à la politique.
En janvier 2006, il est l'un des fondateurs du Parti pirate suédois, qu'il dirige jusqu'en 2011. Dans le documentaire danois Good Copy Bad Copy, il explique l'émergence et la popularité du Parti pirate en réponse à la perquisition par la police des serveurs de the Pirate Bay, une organisation non affiliée au Parti pirate.
En 2013, Falkvinge écrit un livre intitulé Swarmrise - A Tactical Manual to Changing the World dans lequel il décrit une nouvelle organisation sur le modèle d'un essaim. 
Il réside à Sollentuna au nord de Stockholm.